# Uta-awase

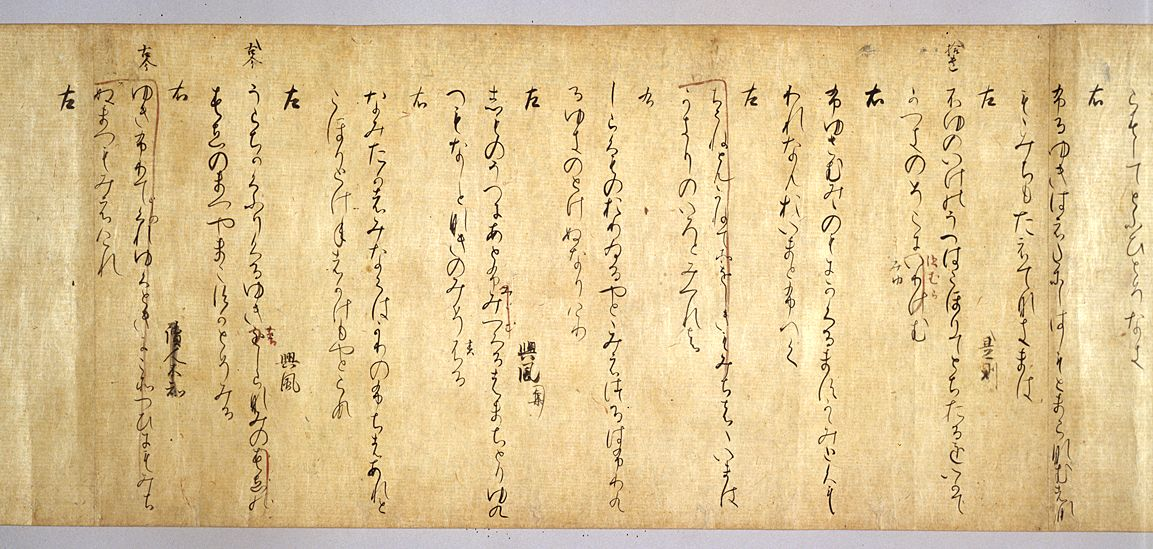
Rotolo dell'XI secolo del Concorso di Poesia tenuto dall'Imperatrice nell'era Kampyō (890 circa); uno dei numerosi manoscritti di concorsi di poesia che sono stati designati Tesori Nazionali; Museo Nazionale di Tokyo

Uta-awase (歌合 o 歌合せ, a volte romanizzato utaawase ), concorsi di poesia waka, sono una caratteristica distintiva del panorama letterario giapponese del periodo Heian. Significativa per lo sviluppo della poetica giapponese poiché sono all'origine di composizioni di gruppo come i renga e un incentivo a considerare i waka come una sequenza unificata e non solo come unità individuali. L'importanza duratura della produzione poetica di queste occasioni può essere misurato anche dal loro contributo alle antologie imperiali: 92 poesie del Kokinshū e 373 Shin Kokinshū sono stati tratti da questi uta-awase.

## Contesto sociale
Uno dei passatempi della corte Heian era il mono-awase (物合), l'abbinamento di coppie di cose da parte di due parti. Gli elementi associati possono essere dipinti (絵合, e-awase), conchiglie (貝合, kai-awase), giunchi profumati o radici di iris, fiori o poesie. Quest'ultima coppia di associazioni prese una svolta più seria alla fine del IX secolo con il Concorso di poesia organizzato dall'imperatrice durante l'era Kanpyō (寛平御時后宮歌合), che ha prodotto più di cinquanta poesie raccolte nel Kokinwakashū.
I ventotto versi del diario poetico (歌日記, uta nikki o 日記文学, Nikki bungaku) Concorso di poesia Teijiin (亭子院歌合) ne dedica due agli accompagnamenti musicali, gagaku e saibara, e quattro agli abiti indossati dall'ex imperatore Uda, così come gli altri partecipanti e ai servitori che portano i suhama (州浜), vassoi con paesaggi costieri in miniatura usati nei mono-awase. Alla fine del torneo, le poesie sono disposte intorno al suhama, quelle che trattano della nebbia vengono poste sulle colline, quelle che evocano i passeri su un ramo fiorito, quelli sul cuculo su un rametto di unohana, e il resto su bracieri appesi a miniature di barche da pesca di cormorani.

## Formato
Gli elementi comuni dell'utaawase sono uno sponsor, due squadre di partecipanti (方人, kataudo), Destra e Sinistra, la prima avente la precedenza, una serie di turni (番, ban) durante i quali viene accoppiata una poesia di ciascuna squadra con una poesia dell'altra squadra, un giudice (判者, hanja) che dichiara una vittoria (勝, katsu) o un pareggio (持, ji) e può aggiungere commenti (判詞, hanshi) e una scorta di argomenti fissi (題, dai) che possono essere comunicati all'inizio del gioco o distribuiti in anticipo. In generale, tutto ciò che potrebbe introdurre un tono discordante viene evitato mentre le regole in continua evoluzione sono "in gran parte proibitive piuttosto che prescrittive", vocabolario consentito in gran parte limitato a quello di Kokinwakashū mentre è probabile che le parole impiegate in Man'yōshū siano considerate arcaiche. L'uso di una frase come harugasumi ("nella nebbia di primavera"), quando il tema è "le prime oche" autunnali può suscitare ilarità generale. Il numero di turni varia a seconda dell'occasione; Il Concorso di poesia in 1500 round (千五百番歌合) del 1201 è il più lungo di tutti gli utaawase conosciuti.

## Giudizio
Il giudice è di solito un poeta famoso. Durante il Concorso di poesia Teijiin l'ex imperatore Uda prestò servizio come giudice e quando una delle sue composizioni venne confrontata con una poesia migliore di Ki no Tsurayuki, commentò "Come può perdere una poesia imperiale?» assegnandosi un pareggio. Fujiwara no Shunzei ha servito come giudice circa ventuno volte. Durante il Concorso di poesia Seicento round (六百番歌合) del 1192, concesse la vittoria a una poesia che conteneva il verso "campi d'erba", notando il suo riferimento a un'opera precedente (honkadori) con il commento: "è sconvolgente per chiunque scrivere poesie senza conoscere il Genji". Giudicando un altro concorso, scrisse che devono esserci in una presentazione "attrattiva, profondità (yūgen) e un'aura singolare che aleggia sulla poesia come un velo di nebbia sui fiori di ciliegio, il grido di un cervo prima della luna autunnale, il profumo della primavera nei fiori di pruno o la pioggia autunnale tra le foglie cremisi sulla cima”.

## Utaawase-e

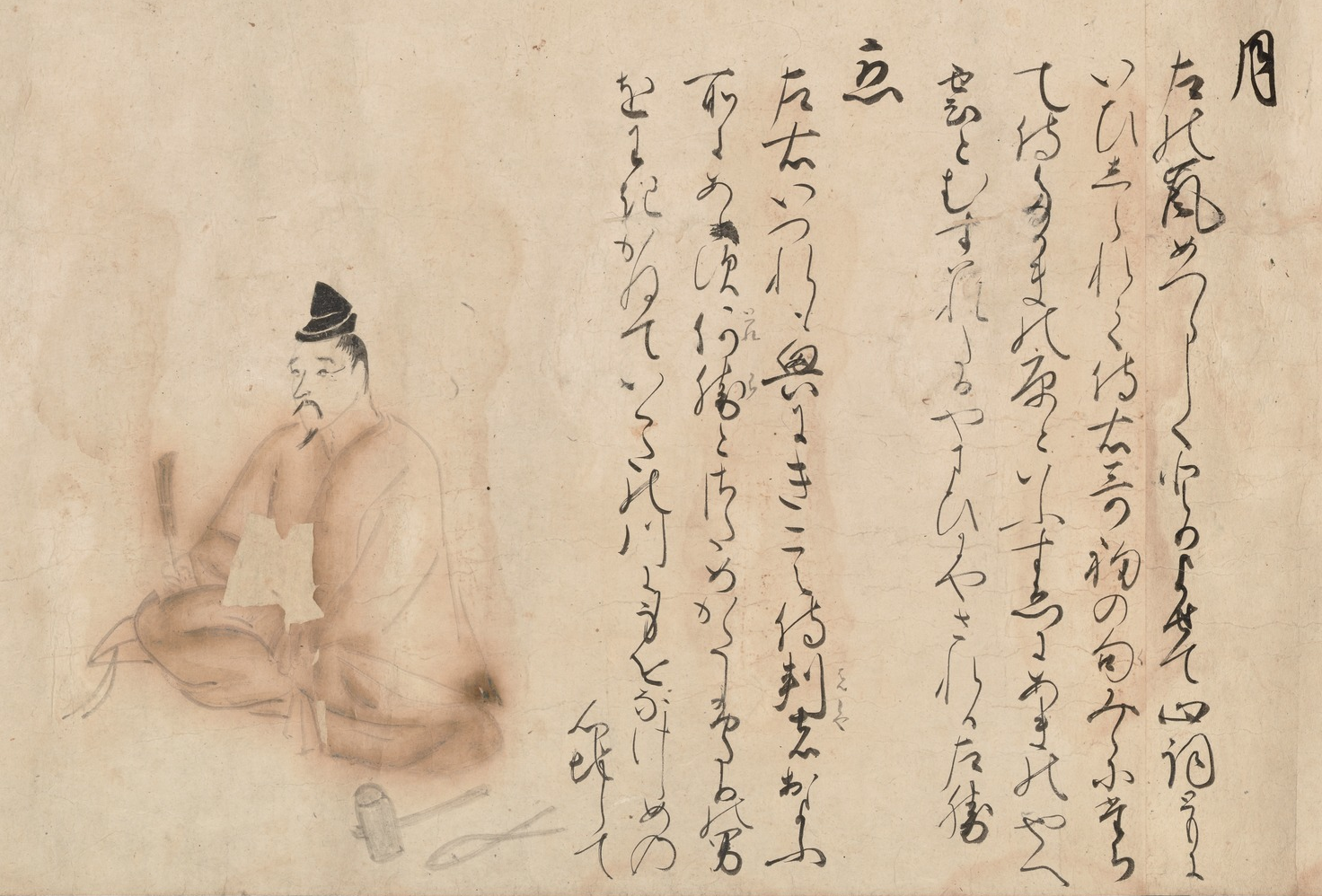
Emaki Concorso di poesia Tōhoku'in tra persone di varie occupazioni (1214) dell'inizio del XIV secolo; Bene Culturale Importante del Giappone; Museo Nazionale di Tokyo

Utaawase-e (歌合絵) sono registri illustrati di concorsi di poesia reali o rappresentazioni di concorsi immaginari come tra i Trentasei Immortali della poesia. Il trecentesco emaki Concorso di poesia Tōhoku'in tra persone di varie occupazioni (東北院職人歌合絵巻) raffigura un gruppo di artigiani che tennero un concorso di poesia in emulazione di quelli della nobiltà. Con un trascrittore di sutra come giudice, un medico, un fabbro, un lucidatore di spade, una fanciulla del santuario e un pescatore hanno gareggiato contro un maestro di Yin e Yang, un carpentiere di corte, un fonditore, un giocatore d'azzardo e un mercante, ciascuno dei quali compone due poesie sui temi della luna e dell'amore.

## Altri rami
Jika-awase (自歌合), praticato da artisti del calibro del poeta-sacerdote Saigyō, era uno sviluppo in cui il concorrente "giocava una sorta di scacchi poetici con se stesso", selezionando gli argomenti, scrivendo tutte le poesie e presentando i risultati a un giudice per il commento. Il Concorso di poesie tra dodici specie (十二類歌合) è un'opera satirica dell'inizio del quindicesimo secolo in cui i Dodici Animali dello Zodiaco organizzano un concorso di poesia sui temi della luna e dell'amore; altri animali guidati da un cervo e da un tasso sfondano il cancello e il tasso provoca così tanto sdegno che a malapena riesce a scappare vivo; caduto in disgrazia, si ritira in una grotta dove scrive poesie con una spazzola fatta con i suoi stessi capelli.